# Património suíço
O Patrimónios suíço ou Schweizer Heimatschutz (SHS) em alemão é uma organização suíça sem fins lucrativos no domínio da cultura arquitectural. Fundada em 1905, supervisa 25 secções cantonais.
Está implicado na preservação dos monumentos históricos de diferentes épocas, mas também encorajando uma arquitectura moderna de qualidade no quadro de novas construções. 
Conjuntamente com Pro Natura, desde 1946, e com a venda do Escudo de ouro em chocolate, são recompensados anualmente os projectos em matéria de protecção do património e da natureza, e desde 1972 atribuí o Prémio Wakker a uma comuna ou organização que se tenha distinguida na conservação do património suíço.

## História
O termo Heimatschutz foi inventado pelo musico alemão Ernst Rudorff em 1880, e caracteriza a vontade de preservar a paisagem, o habitat, os costumes e as tradições locais. Reagindo à aceleração da industrialização e à urbanização durante a segunda metade do século XIX, os adeptos deste ponto de vista entristecem-se com a banalização das construções na cidade, a perda dos valores tradicionais e o cada vez maior sentimento de raízes que se perdem.
Na Suíça, o turismo em pleno desenvolvimento com os hotéis e os caminhos de ferro  de montanha, eram os alvos privilegiados da crítica. Os grandes movimentos foram o combate contra a construção da linha férrea a cremalheira do Monte Cervino, ou pela conservação da Quedas do Reno. Depois da segunda grande guerra a grande vitória do Patrimónios suíço foi ter conseguido a inscrição de um artigo sobre a protecção da natureza e do património em 1962, é o art. 78 da Constituição federal 1999.
Actualmente, os três inventários que são, o inventário dos sítios construídos a proteger - ISOS, desde 1973 -,  o inventário das paisagens, sítios e monumentos naturais - IFP, depuis 1977 - , e da vias de comunicação históricas - IVS, 1984-2003 -, prosseguem os mesmos objectivos.